# Myrte van der Schoot
Myrte van der Schoot (ur. 16 kwietnia 2004) – holenderska lekkoatletka specjalizująca się w biegach indywidualnych, sztafecie 4 × 400 m i halowym 5-boju.

## Osiągnięcia
W 2024 roku w Glasgow zdobyła złoty medal na halowych mistrzostwach świata w lekkoatletyce w biegu sztafetowym 4 × 400 m kobiet. Uczestniczyła w mistrzostwach Europy w Rzymie, na których zdobyła złoty medal za bieg w eliminacjach sztafety 4 × 400 m.

## Rekordy życiowe
źródło: 

### indywidualnie
- 60 m – 7,88 s (Apeldoorn, 05.02.2022) – 9. wynik w sezonie 2022 (U-20)
- 100 m – 12,49 s (+0,8 m/s; Huizen, 02.10.2022)
- 200 m – 24,66 s (–0,8 m/s; Amersfoort, 28.05.2023)
- 300 m – 38,77 s (Lisse, 13.05.2023) – 2. wynik w historii holenderskiej lekkoatletyki (U-20)
- 400 m – 52,56 s (Metz, 08.02.2025)
- 800 m – 2.16,98 s (Duisburg, 21.06.2019)
- 60 m ppł – 9,49 s (Apeldoorn, 09.02.2020)
- wzwyż – 1,54 m (Reims, 16.12.2018)
- w dal – 6,18 m (+1,1 m/s; Huizen, 17.07.2022)
- w dal – 6,25 m (+2,6 m/s; Vught, 26.05.2022)
- kula – 9,95 m (Apeldoorn, 09.02.2020)
- 5-bój – 3344 pkt (Apeldoorn, 09.02.2020)

### w sztafetach
- 4 × 400 m hala – 3.27,70 s (Glasgow, 03.03.2024)